# خورخه بوروچاگا
خورخه لوییز بوروچاگا (به انگلیسی: Jorge Luis Burruchaga) ملقب به بورو (Burru) (زاده ۹ اکتبر ۱۹۶۲، گوالگوای) بازیکن فوتبال حرفه‌ای بازنشسته اهل آرژانتین است که در پست‌های میانی و تهاجمی ایفای نقش می‌کرده‌است. عمده شهرت وی به خاطر به ثمر رساندن گل سوم و قهرمانی آرژانتین در فینال جام‌جهانی ۱۹۸۶ در مقابل آلمان غربی می‌باشد.پاس گل بینظیر به مارادونا که منجر به گل اول آرژانتین به بلژیک در جام جهانی ۱۹۸۶ شد.